# Божидар Янков
Божидар Янков (роден на 11 май 1972) е бивш български футболист, играл като защитник и крило. През 1993 г. записва два мача за националния отбор.

## Биография
Родом от Благоевград, Янков започва кариерата си в местния клуб Пирин, с чийто екип два пъти играе на финал за Купата на България през 1992 и 1994. През лятото на 1994 г. преминава в Ботев (Пловдив), а сезон по-късно е привлечен в ЦСКА (София).
С „армейците“ през сезон 1996/97 става шампион на България и носител на купата. След това се завръща в Пирин. Впоследствие записва също мачове в А група за Славия (София) и Локомотив (София). В началото на ХХI век играе и за Македонска слава.

## Успехи
ЦСКА (София)
- А група –  Шампион: 1996/97
- Купа на България –  Носител: 1996/97